# Polygala dusenii
Polygala dusenii là một loài thực vật có hoa trong họ Polygalaceae. Loài này được Norl. miêu tả khoa học đầu tiên năm 1914.